# Diostracus subalpinus
Diostracus subalpinus är en tvåvingeart som först beskrevs av Negrobov 1973.  Diostracus subalpinus ingår i släktet Diostracus och familjen styltflugor. Inga underarter finns listade i Catalogue of Life.